# ニコライ・トラフキン
ニコライ・イリイッチ・トラフキン（ロシア語: Никола́й Ильи́ч Тра́вкин、Nikolai Il'ich Travkin、1946年3月19日 - ）は、ソビエト連邦およびロシアの政治家。モスクワ州ノヴォニコリスコエ村出身。
クリンスキー（クリン）土木工学専門学校、コロメンスコゴ物理大学物理学・数学科を卒業する。兵役に就いた後、建設トラストで働く。建設トラスト企業長、支配人を経て1988年モスクワ州建設総局国家建設生産合同長となる。
ソ連共産党民主綱領派の指導者のひとりとなるが、1988年ソ連共産党を離党した。1889年ソ連人民代議員、最高会議評議員、ロシア共和国人民代議員に選出された。1990年ロシア民主党を結成し、党首となる。1991年モスクワ州シャホフスコイ地区行政長官。1993年12月ロシア連邦議会下院国家会議選挙ではロシア民主党から代議員選挙に立候補、当選した。その後、党運営をめぐり、強引な手法が批判され党首を辞任し、ロシア民主党からも離党した。1995年下院選挙では、我が家ロシアから立候補し、当選する。 しかし我が家ロシアからも離れ、1999年下院選挙ではヤブロコから立候補した。現在では右派勢力同盟に所属。2005年連邦地域政策政治ビューロー書記に選出され、2006年まで勤めた。